# Pheidole spathifera
Pheidole spathifera är en myrart som beskrevs av Auguste-Henri Forel 1902. Pheidole spathifera ingår i släktet Pheidole och familjen myror.

## Underarter
Arten delas in i följande underarter:
- P. s. aspatha
- P. s. spathifera
- P. s. yerburyi